# Ланч

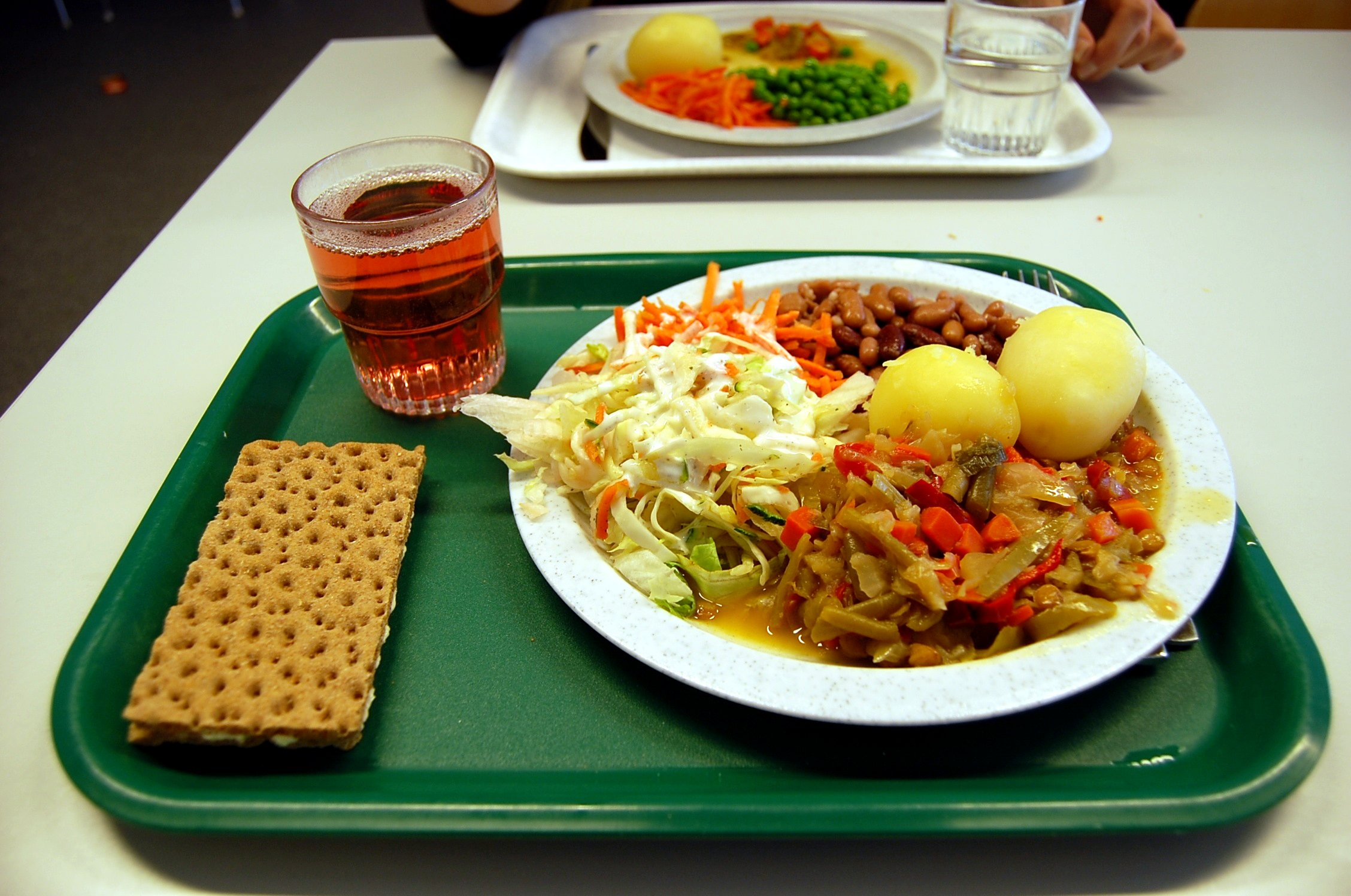
Типичный шведский школьный ланч

Ланч (англ. Lunch; в советской литературе употреблялась также транслитерация «ленч») — в англоговорящих странах сокращение, образованное от Luncheon и обозначающее приём пищи в полдень, полдник. Это было изначальным значением данного слова, но в наше время ланч могут есть и позже, чем в полдень (в зависимости от времени обеденного перерыва на работе).
Следует иметь в виду, что понятие ланч стало общеупотребимым лишь в XVIII—XIX веках, когда произошли важные изменения времени приёма пищи. Люди стали работать достаточно далеко от дома, и поэтому время основной еды сместилось на вечер. При этом в середине дня перекусывали тем, что захватили с собой (ланч). Именно поэтому в английском языке слово dinner, которое ранее означало обед (как основной приём пищи), стало обозначать ужин. Слово же supper (ужин) в настоящее время не очень употребимо.
Полуденный приём пищи в воскресенье (когда люди не работают) и праздничный стол на праздники, такие как: Рождество, Пасха, День благодарения, который подаётся в более поздние часы, между двумя и четырьмя часами после полудня всё ещё также называется dinner.
Слово «ланч» стало основой для образования зависимых от него понятий, например:
- lunch break — перерыв на ланч на работе и в школах.
- lunch bag («ланч в пакете») — стандартная упаковка в Северной Америке, сделанная из серой бумаги, содержащая сэндвич и часто целый фрукт и любую выпечку или сладость, известная до 1980-х годов, то есть до времён распространения микроволновых печей на рабочих местах.
- lunchbox («коробка для ланча») — упаковка с обедом в Британии, Америке, или в Австралии, содержащая сэндвич, чипсы и напиток, возможно, с шоколадным батончиком и парой фруктов. Как и в Америке, в Британии на смену этой традиции пришли кафе. Однако подобные наборы ещё встречаются среди строителей и школьников.
- brunch («бранч») — совмещенный завтрак и обед (breakfast and lunch).